# Cant de batre

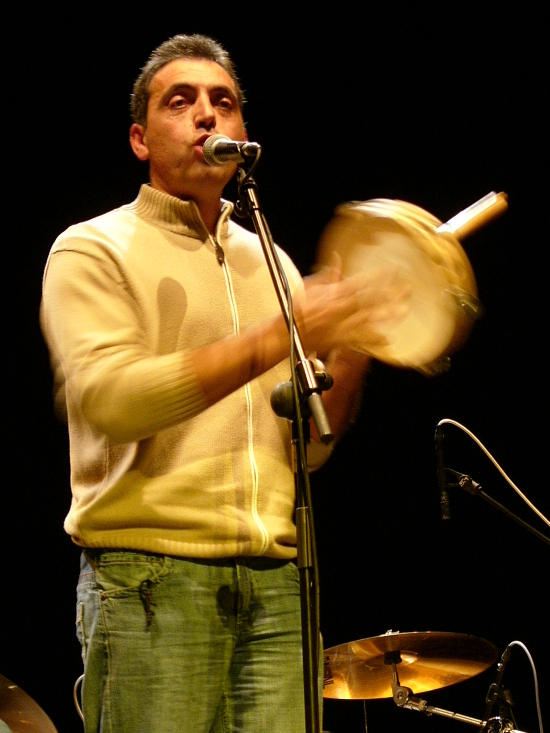
Pep Gimeno Botifarra

El cant de batre, o cant del batre, o cançó de batre, és un cant d'arrel tradicional valencià dels anomenats cançons de treballs que es canta a cappella, de forma individual, i que dona nom a tots aquells cants que van lligats a les feines agrícoles com batre, segar, regar, llaurar, etc. Al cantar-se de forma individual no està subjecta a cap mètrica ni a cap ritme concret, i s'interpreta dins del mode de mi (frigi) i amb alta càrrega melismàtica.
El cant de batre era una forma arcaica front a altres estils més moderns com el cant d'estil o les jotes, ja que els cants de batre no hi ha modernització, per haver-se transmés oralment, cantant-se segons s'havia cantat tota la vida.
Aquest cant ha pres una rellevància considerable gràcies a Pep Gimeno Botifarra, cantaor de Xàtiva i la popularització de la música tradicional.

## Història
Quan les feines del camp es feien a mà, i calia separar el cereal de la palla després d'haver segat el blat, pujava una persona dalt d'un trill molt pesant que arrossegava l'haca, fent voltes a l'era i xafant el blat mentre altres, amb forques, ventaven la palla i amuntegaven el gra. Aquestes feines es feien a ple sol de l'estiu durant moltes hores, llavors, per a fer més entretinguda la dura feina i per animar el trot de l'animal i que no perdera el ritme, cantaven cançons interpretades per una sola persona, a gola oberta, amb entonació aguda i sense mesura rítmica convencional. En algun moment de la història, fou tan necessari el cant durant la feina, que inclús es van arribar a llogar cantaors per animar la feina.
El cant de batre i altres cançons com aquestes es cantaven també al nord del Marroc on fan servir uns cants per recollir les olives o per a emblanquinar parets.

## Temàtica
Per fer més entretingudes les hores de feina, al camp es cantaven diverses tonades com el cant de batre, la seguidilla, les jotes, fandangos, etc. on hi cabia una àmplia varietat de temàtiques, generalment sobre temes quotidians, comportaments de l'època, sobre esdeveniments ocorreguts, sobre la feina, les dones, etc. També tenia bona dedicació l'amor, i les infidelitats, de la tristesa per no ser correspost, de la dificultat guanyar-se parella, la dona encara que el seu tractament era sovint rude i bast. Altre tema recurrent era la religió, amb l'evocació als sants i les festivitats religioses.

## Estructura i forma
La cançó de batre té forma d'estrofa poètica, formada per 4 versos, amb rima, ritme i mesura, la majoria són heptasíl·labs assonants al segon i quart vers, la parella primera de versos planteja el problema i els dos finals la resolen. L'estructura dels cants de batre denoten la influència morisca a la cultura de la península.

## Cantaors
- Pep Gimeno Botifarra
- Jacint Hernández (Alcàsser), cantaor especialitzat en el cant d'estil i albaes i membre del grup Va de cant.
- Toni Navarro, Violí. (Bocairent)
- Toni Guzman (Énguera).[3]
- Noelia Llorens Lerma "Titana" (Burjassot) guanyadora del 2n concurs de cants de Batre l'any 2017 al port de Catarroja.